# 한가을
한가을(1988년 6월 28일 Ga Eul Han, 본명: 김보연)은 대한민국의 가수이다. 본명은 김보연으로 강원도 강릉시 주문진 출생으로 1남 1녀 중 장녀로 태어났다.
미스코리아 강원 출신으로 트로트 가수로 데뷔하였으나, 공중파 일일드라마와 미니시리즈 드라마 OST에서는 대중음악 스타일을 선보임으로써 K-POP 가수로의 활동도 병행하고 있다. 현재, 중앙대학교 예술대학원 공연영상학과 연기/뮤지컬 전공 석사과정에 재학중에 있어, 연기자 또는 뮤지컬 배우로서의 전향 가능성 또한 보이고 있다.

## 학력
- 강일여자고등학교 (졸업)
- 중앙대학교 예술대학원 공연영상학과 연기&뮤지컬 전공 (재학)

## 활동

### 음반
- 2014년 어쩜 좋아
- 2014년 사랑, 무서운거야
- 2016년 月刊 한가을 1월호 아줌마도 여자야
- 2016년 月刊 한가을 2월호 한오백년
- 2016년 月刊 한가을 3월호 당신에게
- 2016년 月刊 한가을 4월호 세월애(愛)
- 2016년 月刊 한가을 5월호 얄미운 사람

### OST
- 2016년 SBS일일드라마 '당신은 선물' OST '달콤한 인생'
- 2017년 MBC 드라마 '파수꾼' OST 'I Need A Light'

### 기타
- 두산베어스 응원가 '어쩜좋아'

## 홍보대사
- 2014년 사랑나눔전국네트워크 홍보대사
- 2016년 여성가족부 사단법인 빅드림 홍보대사

## 수상
- 2012년 미스코리아 강원